# Kattjärnen (Bjurtjärns socken, Värmland)
Kattjärnen är en sjö i Storfors kommun i Värmland och ingår i Göta älvs huvudavrinningsområde.